# おや!おや?親子
『おや!おや?親子』（おや おや おやこ）は、1974年10月5日から1975年3月29日まで日本テレビ系列局で放送されていた読売テレビ製作のクイズ番組である。放送時間は毎週土曜 19:00 - 19:30 （日本標準時）。
毎回親当て・子当てゲームを行っていた番組。司会は横山やすし・西川きよしが務めていた。